# Union Lyon Basket Féminin
L'Union Lyon Basket Féminin è una società femminile di pallacanestro di Lione, fondata nel 2000.

## Palmarès
- Campionato francese: 2

2019, 2023
- Match des champions: 1

2019
- EuroCoppa: 1

2023